# Stara Fužina
Stara Fužina je vesnice v občině Bohinj v Triglavském národním parku na východním břehu Bohinjského jezera. Je to typická alpská vesnice se zachovalými starými selskými usedlostmi. Osada existovala již v předřímské době.

## Zajímavosti
Mezi zajímavosti patří Zoisova graščina, Hudičev most s korytem a soutěskou říčky Mostnice, vážnice u Jošta, Andrejčeva pila a mlýn, stará sýrárna přeměněná v Planšarské muzeum, kostel sv. Pavla.